# Dave Martin
Pour les articles homonymes, voir Martin.
Dave Martin est un scénariste britannique né le 1er janvier 1935 à Birmingham et mort le 30 mars 2007. Il est principalement connu pour avoir écrit pour des scénarios pour la télévision et le cinéma britannique.

## Carrière
Formant un partenariat durant onze ans avec le scénariste Bob Baker, ils seront connus au sein de la BBC sous le surnom des "Bristol Boys" ("les garçons de Bristol"). Entre 1971 et 1978 ils seront les co-auteurs de huit épisodes de la série de science-fiction, Doctor Who. À eux deux, ils seront les créateurs de différents personnages de la série, comme le chien robot K-9 ou le seigneur du temps dément, Oméga. Ils écrivent aussi pour les séries de science-fiction Sky (1975) et Into the Labyrinth (1981)
Après son travail sur la série Doctor Who, il se tourne en partie vers le cinéma. Assez attaché à la série Doctor Who, il écrira en 1986 un livre dont vous êtes le héros, intitulé Search for the Doctor.
Marié et père de trois enfants, il décédera en 2007 d'un cancer du poumon causé par son tabagisme.

## Filmographie sélective (en tant que scénariste)
- 1971 : Doctor Who (série télévisée) : (épisode « The Claws of Axos »)
- 1972 : Doctor Who (série télévisée) : (épisode « The Mutants »)
- 1973 : Doctor Who (série télévisée) : (épisode « The Three Doctors »)
- 1975 : Doctor Who (série télévisée) : (épisode « The Sontaran Experiment »)
- 1976 : Doctor Who (série télévisée) : (épisode « The Hand of Fear »)
- 1977 : Doctor Who (série télévisée) : (épisode « The Invisible Enemy »)
- 1978 : Doctor Who (série télévisée) : (épisode « Underworld »)
- 1979 : Doctor Who (série télévisée) : (épisode « The Armageddon Factor »)

## Source
- (en) Cet article est partiellement ou en totalité issu de l’article de Wikipédia en anglais intitulé « Dave Martin (screenwriter) » (voir la liste des auteurs).

1. ↑  David Martin - Classic series writer passes away (published and accessed 12 April 2007)